# Antonín Sporer
Antonín Sporer (7. května 1940, Malacky – 12. března 2016, Jilemnice) byl český katolický kněz, osobní arciděkan a vysokoškolský pedagog.

## Život

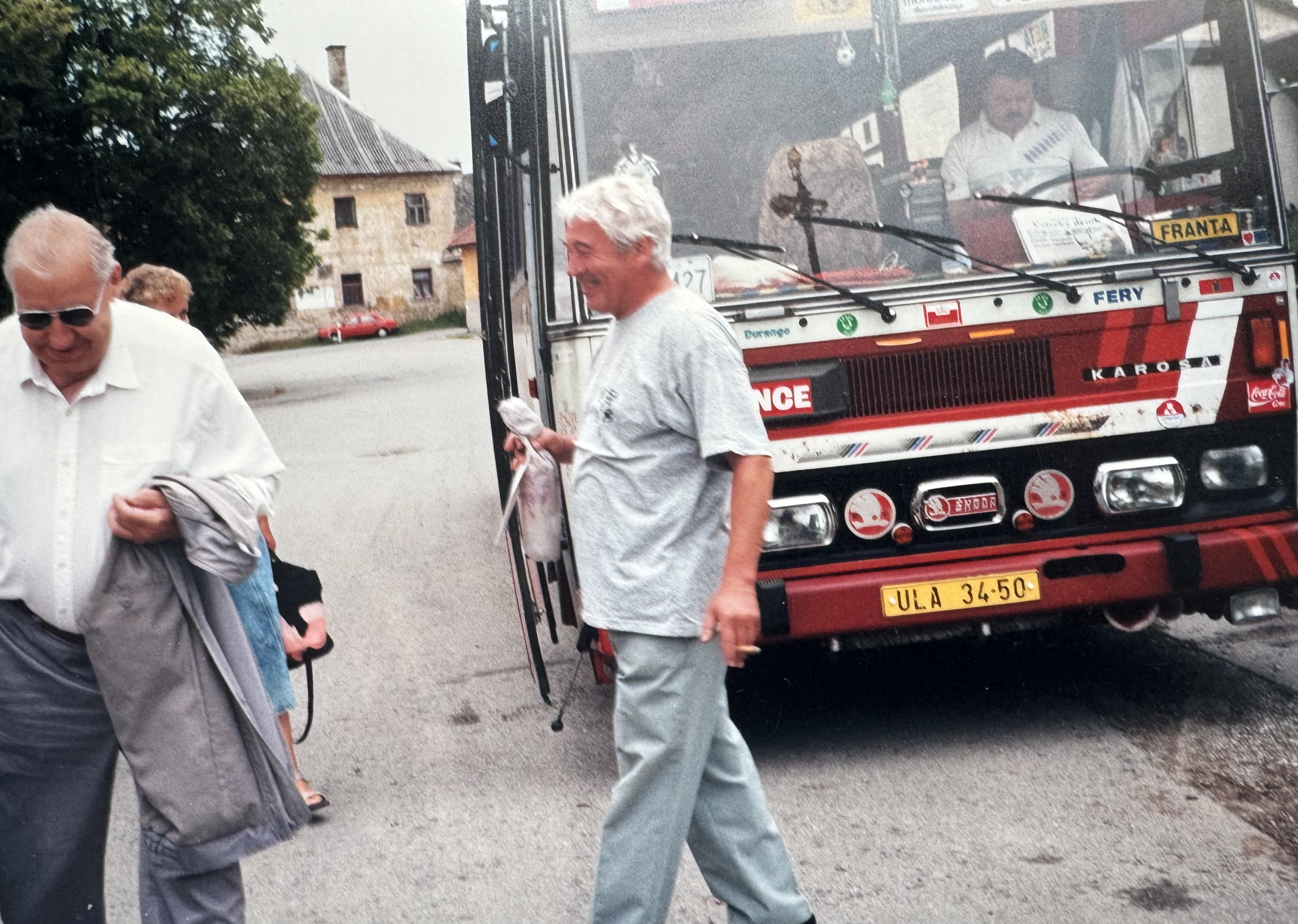
Farní pouť Antonína Sporera do jeho rodného kraje (r. 2002)

Na kněze byl vysvěcen 21. prosince 1965 v Praze pro brněnskou diecézi. Jako kněz sloužil nejprve ve Zvoli nad Pernštejnem, poté Moravských Budějovicích, Žďáru nad Sázavou, Radostíně nad Oslavou, Horních Borech, Rokytnici nad Rokytnou, Kloboukách u Brna, Brně - Komárově. V letech 1984–1989 vyučoval jako odborný asistent na Cyrilometodějské bohoslovecké fakultě v Litoměřicích studenty teologie obor církevní umění, křesťanskou archeologii, ochranu památek a liturgiku. V roce 1987 odešel do litoměřické diecéze, stal se od 1. března 1987 arciděkanem při kostele Nanebevzetí Panny Marie v Ústí nad Labem. Zde založil tradici vánočních výstav betlémů, kterých sám vlastnil velkou sbírku.
Nevyhnuly se mu ani potíže se Státní bezpečností. Mezi seznamem agentů se nachází v samém závěru komunistické totality v roce 1989. Od roku 1990 vyučoval církevní zpěv a liturgii ještě tři roky v nultém ročníku, který v Litoměřicích zůstal poté, co se teologická fakulta přemístila do Prahy. V roce 1999 požádal o uvolnění zpět do brněnské diecéze a vrátil se do své první farnosti Zvole nad Pernštejnem.
V roce 2010 přišel zpět do litoměřické diecéze a začal působit ve farnosti Vysoké nad Jizerou, jako administrátor a od 1. května 2014 byl ustanoven farářem. Za svou dlouholetou činnost byl jmenován litoměřickým biskupem Janem Baxantem osobním arciděkanem. Zemřel 12. března 2016 v Masarykově nemocnici v Jilemnici ve věku 75 let posílen svátostí nemocných. Pohřben byl po pohřební mši svaté v kostele sv. Kateřiny ve Vysokém nad Jizerou v pátek 18. března 2016 do kněžského hrobu na místním hřbitově.